# Eragrostis palmeri
Eragrostis palmeri là một loài thực vật có hoa trong họ Hòa thảo. Loài này được S.Watson mô tả khoa học đầu tiên năm 1883.